# Rififi in Paris
Rififi in Paris (OT: Du rififi à Paname) ist ein Spielfilm aus dem Jahr 1966, der unter der Regie und nach einem Drehbuch von Denys de La Patellière entstand. Die Hauptrollen der französisch-deutsch-italienischen Koproduktion spielten Jean Gabin, Gert Fröbe, George Raft und Nadja Tiller. Die Handlung beruht auf einem Roman von Auguste Le Breton. In der Bundesrepublik Deutschland kam der Film am 23. Juli 1966 erstmals in die Kinos.

## Handlung
In einem der eleganten Nachtlokale des ebenso eleganten Paul Berger, genannt Paulot oder Diamanten-Paul, tauchen ein paar Halbstarke auf. Paulot ahnt nicht, dass die Radaubrüder nur die Vorhut eines Konkurrenzunternehmens sind, das sich anschickt, sein florierendes Geschäft zu übernehmen: Spielclubs, Goldschmuggel nach Japan und Waffenschmuggel nach Kuba. Paulots Geschäftsfreunde in München und London fallen ihrem Geschäft zum Opfer. Bergers Kumpel Walter, das Hirn der Unternehmung, soll durch Erpressung mürbe gemacht werden – man entführt Irène, seine Frau. Paulot selbst entgeht den Kugeln seiner Konkurrenten nur durch die Hilfe eines amerikanischen Journalisten, dem er für geleistete Schmuggelarbeit noch zigtausende Francs schuldet. Nach kleineren Plänkeleien sitzt Berger schließlich seinem Gegenspieler gegenüber – Charles Binnaggio, dem Chef des Chicagoer Verbrechersyndikats. Diamanten-Pauls Zeitzünderbombe in der Diplomatenmappe ist überzeugender als Binnaggios Maschinenpistolen. Dennoch wird Paulot seines Erfolges nicht froh. Mike Coppolani, der amerikanische Journalist, den er nach seiner geglückten Lebensrettung als Leibwächter anheuerte, ist in Wirklichkeit Agent des US-Schatzamtes. Das bedeutet für Paulot die Zwangspensionierung.

## Kritik
Das Lexikon des internationalen Films zieht folgendes Fazit: Aufwendiger, mäßig spannender Gangsterfilm mit ansehnlichem Staraufgebot. Der Evangelische Filmbeobachter fasst seine Kritik so zusammen: Deutsch-französisch-italienischer Gangsterfilm aus Paris mit einer Starbesetzung, der Regisseur Denys de La Patellière wenig Möglichkeiten zur Entfaltung gibt. Kleine Sprünge in der  Handlung werden sichtbar, weil die Aktionen nur sparsam dosiert sind und die Spannung dadurch etwas zähflüssig ausfällt. Sechzehnjährige Gabin-Freunde kommen jedoch auf ihre Kosten.